# Johannes Sikkar
Johannes Sikkar (* 3. Oktoberjul. / 15. Oktober 1897greg. auf dem Hof Mäeotsa, Dorf Kõnnu, damals Landgemeinde Saadjärve, Kreis Tartu, Gouvernement Livland; † 22. August 1960 in Stockholm, Schweden) war ein estnischer Politiker.

## Frühe Jahre
Sikkar wurde als Sohn des Hofpächters Hans Sikkar (1852–1921) und seiner Ehefrau Marie (geb. Sepa, 1870–1945) geboren. Bis 1918 besuchte er die Handelsschule in Tartu. Sikkar nahm als Freiwilliger am Estnischen Freiheitskrieg gegen Sowjetrussland (1918–1920) in einer Panzerzug-Einheit teil. Für seine militärischen Verdienste erhielt er vom Staat den Bauernhof Turve bei Visusti (Kreis Jõgeva) verliehen, den er bis 1944 bewirtschaftete.

## Wirtschaft und Politik
Sikkar studierte 1920 zunächst Mathematik, später von 1929 bis 1936 Wirtschaftswissenschaft an der Universität Tartu. Sein Studium schloss er mit Auszeichnung ab. Er gehörte dem Verein Studierender Esten an.
Von 1928 bis 1936 arbeitete Sikkar als Direktor eines Schlachthauses in Tapa. Von 1930 bis 1936 war er Vorsitzender der Union estnischer Molkereivereinigungen. Ab 1937 arbeitete er als Geschäftsführer des estnischen Chemieunternehmens AS Kemaks. Er war darüber hinaus Vorstandsmitglied der staatlichen estnischen Forstindustrie.
Ab 1922 engagierte sich Sikkar auch politisch. Er wurde zunächst in den Kreistag von Tartu gewählt. Von 1926 bis 1934 saß Sikkar als Abgeordneter im estnischen Parlament (Riigikogu). Er gehörte zunächst dem „Siedlerverband“ (Asunike Koondis) an, der die politischen Interessen der Kleinbauern vertrat. Anfang der 1930er Jahre wechselte er zum „Bund der Landwirte“ (Põllumeeste Kogud), in dem sich vornehmlich die Großagrarier und Industriellen zusammengeschlossen hatten.
Im Sommer 1940 stellte er sich offen der (ersten) sowjetischen Besetzung Estlands entgegen. Sikkar versuchte, sich bei den kommunistischen Scheinwahlen vom Juli 1940 als Kandidat aufstellen zu lassen, wurde aber von den neuen Machthabern von der Wahlliste gestrichen.

## Ministerpräsident im Exil
1944, unter der nationalsozialistischen Besetzung Estlands, nahm Johannes Sikkar am „Nationalkomitee der Republik Estland“ (Eesti Vabariigi Rahvuskomitee) teil, das sich im Februar 1944 im Untergrund formiert hatte, um für eine Befreiung Estlands von fremden Mächten einzutreten. Vor der (erneuten) sowjetischen Besetzung Estlands floh Sikkar dann im September 1944 ins schwedische Exil. Er ließ sich in Stockholm nieder, wo er als Versicherungsmathematiker arbeitete.
Der estnische Exilpräsident August Rei (1886–1963) ernannte Sikkar zum (ersten) estnischen Ministerpräsidenten im Exil und beauftragte ihn mit der Bildung einer estnischen Exilregierung. Das Kabinett trat sein Amt offiziell am 12. Januar 1953 in Oslo an. Das Amt des geschäftsführenden Ministerpräsidenten und Innenministers hatte Sikkar bis zu seinem Tod im August 1960 inne.

## Privatleben
1920 heiratete Johannes Sikkar die spätere Agronomin Hilda Wilhelmine Truus (1900–1995).